# Niangouéla
Niangouéla est une localité du département du Guibaré, dans la province du Bam, dans le Centre-Nord, au Burkina Faso.

## Population
Lors du recensement de 2006, on y a dénombré 3 392 habitants.